# Premier League (Réunion)
Premier League (Réunion) este primul eșalon din sistemul competițional fotbalistic din Réunion.

## Echipele sezonului 2010
| Echipă               | Oraș         | Antrenor             | Stadion                            | Nr. de locuri |
| -------------------- | ------------ | -------------------- | ---------------------------------- | ------------- |
| AJ Petite-Ile        | Petite-Île   | Kiki Mallet          | Stade Raphaël Babet                | 2,000         |
| AS Excelsior         | Saint-Joseph | Farès Bousdira       | Stade Raphaël Babet                | 2,000         |
| AS Marsouins         | Saint-Leu    | Noël Vidot           | Stade Saint-Leu                    | 1,000         |
| FC Avirons           | Les Avirons  | Fabien Schneider     | Stade Paulo Brabant                | 1,000         |
| JS Saint-Pierroise   | Saint-Pierre | Patrice Ségura       | Stade Michel Volnay                | 8,000         |
| Saint-Denis FC       | Saint-Denis  | Thierry Robert       | Stade Jean-Ivoula                  | 10,000        |
| Saint-Pauloise FC    | Saint-Paul   | Christian Dafreville | Stade Olympique Paul Julius Bénard | 13,000        |
| SS Capricorne        | Saint-Pierre | Ziff dos Dantos      | Stade Ravine des Cabris            | 6,000         |
| SS Gauloise          | Bras-Panon   | Eric Boyer           | Complexe Sportif Paul Moreau       | 6,000         |
| SS Jeanne d'Arc      | Le Port      | Thierry Zitte        | Stade Georges Lambrakis            | 2,000         |
| SS Rivière Sport     | Saint-Louis  | Abdi Akki            | Stade Ludovic Viadère              | 8,000         |
| SS Saint-Louisienne  | Saint-Louis  | Patrick Laborde      | Stade Théophile Hoarau             | 2,500         |
| US Sainte-Marienne   | Sainte-Marie | Djamel Bendouma      | Stade Nelson Mandela               | 8,000         |
| US Stade Tamponnaise | Le Tampon    | Jean-Pierre Bade     | Stade Klébert Picard               | 4,000         |

## Foste campioane
| Season | Num. Clubs | Champion             | Pts  | Runner-Up              | Pts  |
| 1950   | n.c.       | SS Patriote          | n.c. | n.c.                   | n.c. |
| 1951   | n.c.       | SS Patriote          | n.c. | n.c.                   | n.c. |
| 1952   | n.c.       | SS Jeanne d'Arc      | n.c. | n.c.                   | n.c. |
| 1953   | n.c.       | SS Patriote          | n.c. | n.c.                   | n.c. |
| 1954   | n.c.       | SS Patriote          | n.c. | n.c.                   | n.c. |
| 1955   | n.c.       | SS Patriote          | n.c. | n.c.                   | n.c. |
| 1956   | 12         | JS Saint-Pierroise   | 36   | SS Patriote            | 34   |
| 1957   | 10         | JS Saint-Pierroise   | 25   | Bourbon C              | 22   |
| 1958   | 10         | SS Saint-Louisienne  | n/a  | SS Jeanne d'Arc        | n/a  |
| 1959   | 16         | JS Saint-Pierroise   | 33   | SS Charles de Foucauld | 33   |
| 1960   | 10         | JS Saint-Pierroise   | 48   | SS Jeanne d'Arc        | 41   |
| 1961   | 10         | JS Saint-Pierroise   | 47   | Bourbon C              | 45   |
| 1962   | 7          | SS Patriote          | 29   | JS Saint-Pierroise     | 27   |
| 1963   | 8          | SS Saint-Louisienne  | 36   | JS Saint-Pierroise     | 34   |
| 1964   | 8          | SS Saint-Louisienne  | 35   | JS Saint-Pierroise     | 34   |
| 1965   | 10         | SS Saint-Louisienne  | 49   | SS Tamponnaise         | 44   |
| 1966   | 10         | SS Saint-Louisienne  | 49   | SS Tamponnaise         | 42   |
| 1967   | 10         | SS Saint-Louisienne  | 47   | SS Patriote            | 43   |
| 1968   | 10         | SS Saint-Louisienne  | 46   | SS Jeanne d'Arc        | 45   |
| 1969   | 10         | SS Saint-Louisienne  | 45   | SS Jeanne d'Arc        | 44   |
| 1970   | 10         | SS Saint-Louisienne  | 44   | SS Excelsior           | 44   |
| 1971   | 10         | JS Saint-Pierroise   | 41   | SS Saint-Louisienne    | 36   |
| 1972   | 10         | JS Saint-Pierroise   | 48   | SS Patriote            | 44   |
| 1973   | 13         | JS Saint-Pierroise   | 64   | SS Excelsior           | 60   |
| 1974   | 12         | SS Excelsior         | 59   | JS Saint-Pierroise     | 52   |
| 1975   | 12         | JS Saint-Pierroise   | 53   | SS Excelsior           | 53   |
| 1976   | 12         | JS Saint-Pierroise   | 55   | FC Ouest               | 53   |
| 1977   | 12         | FC Ouest             | 57   | SS Excelsior           | 52   |
| 1978   | 12         | JS Saint-Pierroise   | 56   | CS Saint-Denis         | 53   |
| 1979   | 12         | SS Saint-Pauloise    | 59   | US Bénédictine         | 51   |
| 1980   | 12         | CS Saint-Denis       | 57   | SS Saint-Pauloise      | 53   |
| 1981   | 12         | SS Saint-Pauloise    | 55   | US Bénédictine         | 54   |
| 1982   | 12         | SS Saint-Louisienne  | 52   | CS Saint-Denis         | 49   |
| 1983   | 12         | SS Saint-Pauloise    | 51   | FC Ouest               | 51   |
| 1984   | 13         | CS Saint-Denis       | 58   | SS Saint-Pauloise      | 58   |
| 1985   | 14         | SS Saint-Pauloise    | 64   | JS Saint-Pierroise     | 63   |
| 1986   | 14         | SS Saint-Pauloise    | 68   | CS Saint Denis         | 65   |
| 1987   | 14         | CS Saint-Denis       | 64   | SS Saint-Pauloise      | 64   |
| 1988   | 14         | SS Saint-Louisienne  | 61   | US Stade Tamponnaise   | 60   |
| 1989   | 14         | JS Saint-Pierroise   | 64   | CS Saint Denis         | 60   |
| 1990   | 14         | JS Saint-Pierroise   | 63   | US Stade Tamponnaise   | 60   |
| 1991   | 14         | US Stade Tamponnaise | 67   | CS Saint Denis         | 67   |
| 1992   | 12         | US Stade Tamponnaise | 61   | CS Saint Denis         | 52   |
| 1993   | 12         | JS Saint-Pierroise   | 54   | CS Saint Denis         | 54   |
| 1994   | 12         | JS Saint-Pierroise   | 56   | US Stade Tamponnaise   | 52   |
| 1995   | 12         | CS Saint-Denis       | 54   | US Stade Tamponnaise   | 51   |
| 1996   | 12         | CS Saint-Denis       | 53   | JS Saint-Pierroise     | 53   |
| 1997   | 14         | SS Saint-Louisienne  | 79   | US Stade Tamponnaise   | 73   |
| 1998   | 14         | SS Saint-Louisienne  | 84   | US Stade Tamponnaise   | 81   |
| 1999   | 14         | US Stade Tamponnaise | 86   | JS Saint-Pierroise     | 78   |
| 2000   | 14         | AS Marsouins         | 77   | US Stade Tamponnaise   | 75   |
| 2001   | 14         | SS Saint-Louisienne  | 81   | JS Saint-Pierroise     | 81   |
| 2002   | 14         | SS Saint-Louisienne  | 89   | US Stade Tamponnaise   | 74   |
| 2003   | 14         | US Stade Tamponnaise | 88   | SS Saint-Louisienne    | 88   |
| 2004   | 14         | US Stade Tamponnaise | 82   | SS Excelsior           | 78   |
| 2005   | 14         | US Stade Tamponnaise | 88   | SS Excelsior           | 87   |
| 2006   | 14         | US Stade Tamponnaise | 88   | JS Saint-Pierroise     | 81   |
| 2007   | 14         | US Stade Tamponnaise | 89   | SS Excelsior           | 82   |
| 2008   | 14         | JS Saint-Pierroise   | 88   | US Stade Tamponnaise   | 87   |
| 2009   | 14         | US Stade Tamponnaise | 81   | SS Excelsior           | 70   |

### Performanțe după club
| Club                 | Oraș         | Titluri | Ultimul titlu |
| -------------------- | ------------ | ------- | ------------- |
| JS Saint-Pierroise   | Saint-Pierre | 16      | 2008          |
| SS Saint-Louisienne  | Saint-Louis  | 15      | 2002          |
| US Stade Tamponnaise | Le Tampon    | 9       | 2009          |
| SS Patriote          | Saint-Denis  | 6       | 1962          |
| CS Saint-Denis       | Saint-Denis  | 5       | 1996          |
| SS Saint-Pauloise    | Saint-Paul   | 5       | 1983          |
| SS Excelsior         | Saint-Joseph | 1       | 1974          |
| SS Jeanne d'Arc      | Saint-Pierre | 1       | 1952          |
| AS Marsouins         | Saint-Leu    | 1       | 2000          |
| FC Ouest             | Saint-Paul   | 1       | 1977          |